# Lorenz Peiffer

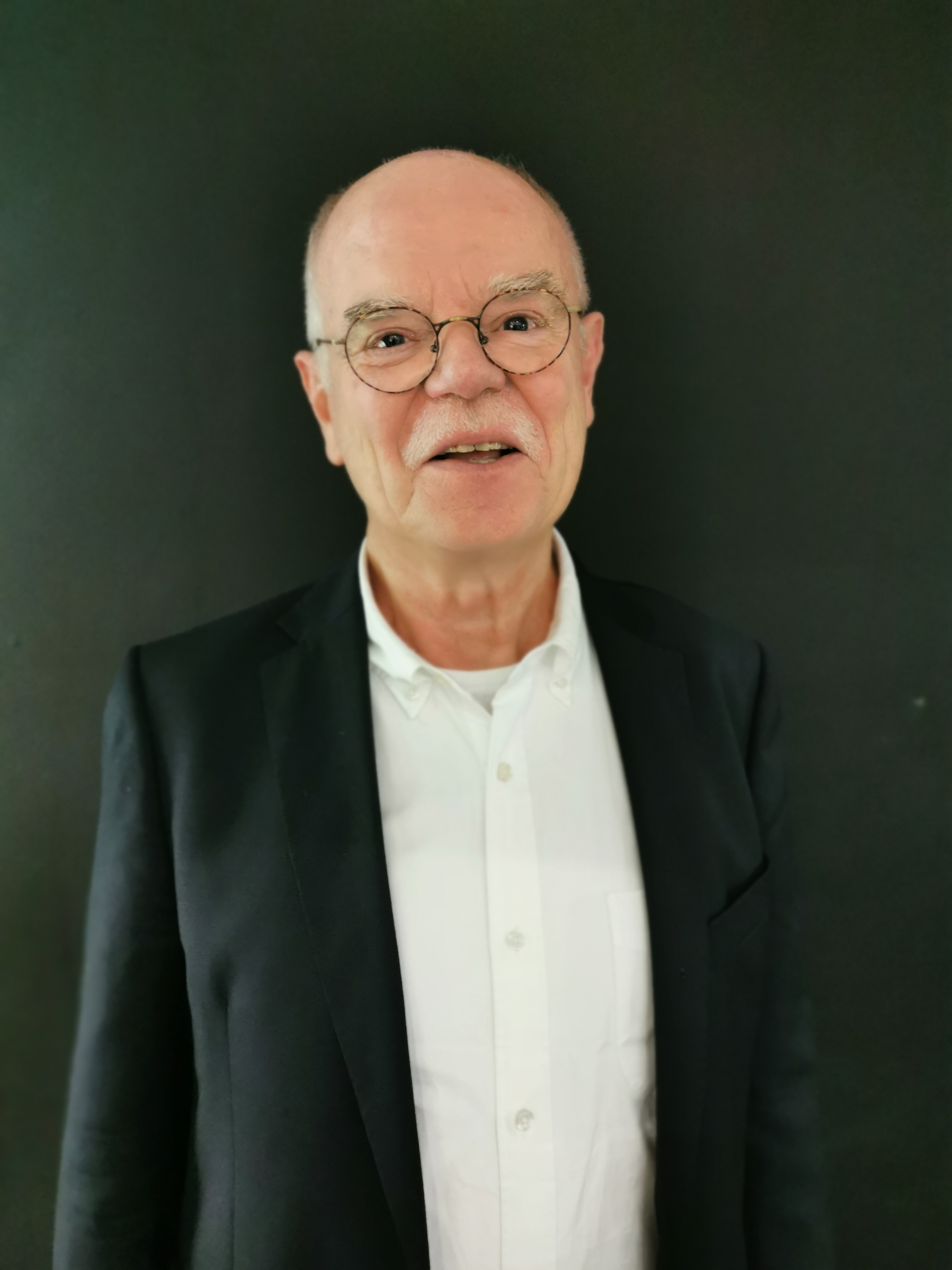
Lorenz Peiffer

Friedrich Lorenz Peiffer (* 27. Juni 1947 in Oldenburg) ist ein deutscher Sporthistoriker.

## Leben
Nach dem Studium von Leibesübungen und Geschichte an der Georg-August-Universität Göttingen (Erstes Staatsexamen 1971 bei Wilhelm Henze), promovierte er 1975 an der TU Braunschweig, war von 1976 bis 1986 wissenschaftlicher Assistent an der Westfälischen Wilhelms-Universität Münster bei Hans Langenfeld, dort Habilitation 1986, über zwei Jahre als wissenschaftlicher Mitarbeiter des Niedersächsischen Instituts für Sportgeschichte führte sein Weg auf die Professur am Institut für Sportwissenschaft der Gottfried Wilhelm Leibniz Universität Hannover. Dort wurde er wiederholt zum Geschäftsführenden Direktor gewählt. Er ist der Herausgeber der sporthistorischen Zeitschrift SportZeiten (Verlag Die Werkstatt, Göttingen).
Seine Forschungsschwerpunkte liegen beim Fußball und Turnen sowie dem Sport in der Zeit des Nationalsozialismus. 2014 erhielt er den Dr.-Bernhard-Zimmermann-Preis des Niedersächsischen Instituts für Sportgeschichte. Peiffer ist berufenes Mitglied der Deutschen Akademie für Fußball-Kultur.

## Veröffentlichungen (Auswahl)
- Zwischen Erfolg und Verfolgung – Deutschjüdische Fußballstars im Schatten des Hakenkreises. Deutsch/Hebräisch, Berlin 2016, ISBN 978-3-95565-157-2.
- als Hrsg., mit Henry Wahlig: „Unser Verein ist judenfrei!“ Ausgrenzung im deutschen Sport: eine Quellensammlung. De Gruyter Oldenbourg, Berlin 2017, ISBN 978-3-11-053231-9.
- als Hrsg., mit Arthur Heinrich: Juden im Sport in der Weimarer Republik und im Nationalsozialismus. Wallstein, Göttingen 2019, ISBN 978-3-8353-4317-7.
- mit Henry Wahlig: Jüdischer Sport und Sport der Juden in Deutschland: eine kommentierte Bibliografie. 2. Auflage, Verlag Die Werkstatt, Bielefeld 2020, ISBN 978-3-7307-0472-1.
- mit Moshe Zimmermann: Emanuel Schaffer: Zwischen Fußball und Geschichtspolitik – eine jüdische Trainerkarriere. Verlag Die Werkstatt, Bielefeld 2021, ISBN 978-3-7307-0569-8.